# Władysław Stesłowicz
Władysław Stesłowicz (ur. 9 czerwca 1867 w Sidorowie, zm. 1940 w więzieniu w ZSRR) – polski prawnik, polityk, minister poczt i telegrafów, poseł na Sejm Ustawodawczy II Rzeczypospolitej, wolnomularz we Lwowie w okresie zaborów, członek Rady Centralnego Związku Polskiego Przemysłu, Górnictwa, Handlu i Finansów w 1920 roku, założyciel Unii Narodowo-Państwowej w 1922 roku, prezes Zjednoczenia Stanu Średniego w 1928 roku.

## Życiorys
Urodził się w 9 czerwca 1867 w Sidorowie, pow. Kopyczyńce, w rodzinie Wojciecha i Albiny Stesłowiczów. Ukończył C.K. I Gimnazjum w Tarnopolu i Wydział Prawa na Uniwersytecie Lwowskim, a w 1889 obronił doktorat z prawa. Studia uzupełniające prawno-ekonomiczne odbył w Berlinie i Wiedniu.
Po ukończeniu studiów pracował w Namiestnictwie Galicji. W 1897 został dyrektorem Izby Przemysłowo-Handlowej we Lwowie. Od 1911 był posłem do Reichsratu Przedlitawii, parlamentu austriackiego (okręg wyborczy 26 Sambor – Gródek Jagielloński). W 1914 roku jako przedstawiciel demokratów był członkiem sekcji wschodniej Naczelnego Komitetu Narodowego. Podczas I wojny światowej w lutym 1918 został jednym ze stu członków Tymczasowej Rady Miejskiej we Lwowie. Członek Komitetu Obywatelskiego, członek Polskiego Komitetu Narodowego we Lwowie w listopadzie 1918 roku i powołanego 23 listopada 1918 Tymczasowego Komitetu Rządzącego we Lwowie w czasie bitwy o Lwów. Od 1919 do 1922 był posłem na Sejm Ustawodawczy, członek Klubu Pracy Konstytucyjnej.
Został prezesem rady Banku Kupiectwa Polskiego, zatwierdzonego w 1919. Od 24 lipca 1920 do 6 czerwca 1922 był ministrem poczt i telegrafów w rządach: Wincentego Witosa i Antoniego Ponikowskiego. Należał do Stronnictwa Prawicy Narodowej.
Później zajął się działalnością gospodarczą we Lwowie, m.in. był prezesem Towarzystwa Kredytowego Miejskiego we Lwowie i radcą Izby Przemysłowo-Handlowej w tym mieście.
Po agresji ZSRR na Polskę aresztowany przez NKWD we Lwowie zmarł w nieznanych okolicznościach na terenie ZSRR w 1940.

## Ordery i odznaczenia
- Krzyż Komandorski z Gwiazdą Orderu Odrodzenia Polski (2 maja 1923)[15][16]
- Złoty Krzyż Zasługi (11 listopada 1937)[17][18]
- Krzyż Kawalerski Orderu Franciszka Józefa (Austro-Węgry, 1906)[19]